# Solenostoma flagellatum
Solenostoma flagellatum là một loài Rêu trong họ Jungermanniaceae. Loài này được (S. Hatt.) Váňa & D.G.Long mô tả khoa học đầu tiên năm 2009.